# Сент-Кілда
Сент-Кі́лда (англ. St Kilda, шотл. гел. Hiortⓘ [гіршт]) — архіпелаг за 64 км (40 миль) на північний захід від острова Норт-Віст у північній частині Атлантичного океану. Часто включається до архіпелагу Зовнішні Гебридські острови, адміністративно входить до шотландської області Вестерн-Айлс. Острів Соей в архіпелазі є найзахіднішою точкою держави Велика Британія. Найбільшим островом архіпелагу є острів Гірта, морські стрімчаки якого є найвищими у Великій Британії. Гельськомовне населення, можливо, ніколи не перевищувало 180 осіб і після 1851 року ніколи не становило більше 100. Незважаючи на те, що Сент-Кілда був постійно населений щонайменше протягом двох тисячоліть, і незважаючи на унікальний спосіб життя його мешканців, все населення було евакуйовано в 1930 році. Наразі на Сент-Кілді живуть лише військовики". Адміністративно острови входять до складу району місцевого самоврядування Comhairle nan Eilean Siar.
Походження назви «Сент-Кілда» до кінця не з'ясоване. Серед об'єктів культурної спадщини — численні унікальні пам'ятки архітектури історичного та доісторичного періодів, хоча найбільш ранні письмові згадки про життя на островах відносяться до пізнього середньовіччю. Середньовічне поселення на Хирті було відновлено в XIX столітті, але вплив релігії, туризму та Першої світової війни призвели в 1930 році до евакуації острова. Історія архіпелагу Сент-Кілда отримала відображення в мистецтві, включаючи нещодавно написану оперу.
Архіпелаг перебуває у власності Національного товариства охорони пам'яток Шотландії (National Trust for Scotland). 1986 року він став одним з чотирьох об'єктів світової спадщини Шотландії. Це водночас культурна та природна пам'ятка Світової спадщини. Острови є місцем розмноження багатьох важливих видів морських птахів, серед яких північна олуша, атлантичний тупик і фульмар. Ендеміками, що мешкають на Сент-Кілді, є звичайний кропивник та миша-полівка Сент-Кілди. У літні місяці загони добровольців працюють на островах над відновленням багатьох зруйнованих будівель, що залишилися після мешканців Сент-Кілди. Тут також знаходиться невелика військова база, створена 1957 року.

## Географія

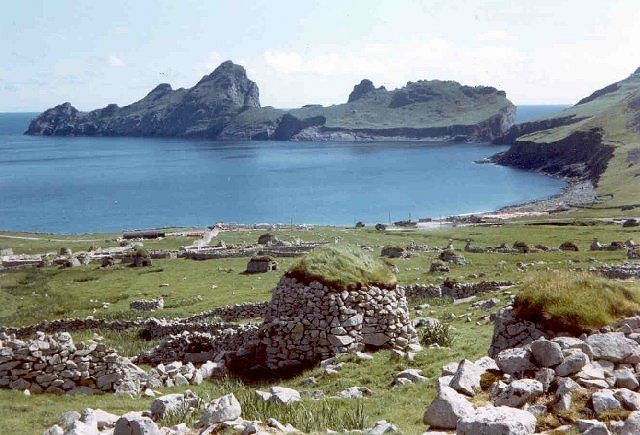
Віллідж-Бей, Хірта, Сент-Кілда

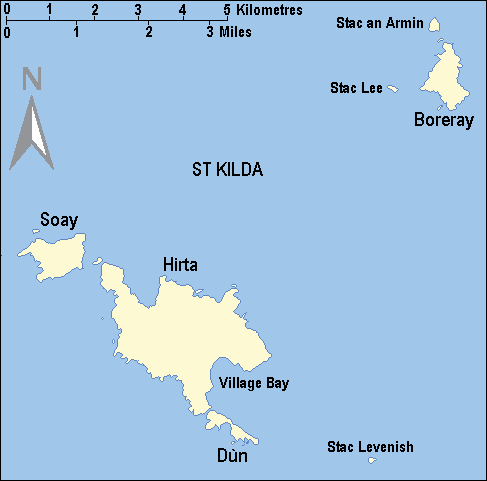
Архіпелаг Сент-Кілда

Острови утворені з третинних вулканічних структур гранітів габро, які зазнали сильного атмосферного вивітрюванню. Архіпелаг являє собою залишки давно згаслого кільцевого вулкана, що здіймається з морського плато приблизно на 40 метрів (130 футів) нижче рівня моря.
Хірта є найбільшим островом архіпелагу, який утворює більше 78 % його поверхні. Його площа становить 670 га (1,656 акрів). Наступними за величиною йдуть острів Соей (в перекладі: «овечий острів»), площа якого — 99 га (247 акрів), та Боререй («укріплений острів»), що займає 77 га (190 акрів). Соей знаходиться за 0,5 км (0,3 миль) на північний захід від Хірти, Боререй — за 6 км (4 милі) на північний схід. З дрібніших острівців та морських стрімчаків (stacks) архіпелагу можна згадати Стак-ан-Армін (Stac an Armin) («скеля воїна»), Стак-Лі (Stac Lee) («сіра скеля») та Стак-Левеніш (Stac Levenish) («потік» або «річка»). Острів Дюн (Dùn) (форт), який захищає бухту Віллидж Бей (Village Bay) від панівних південно-західних вітрів, колись з'єднувався з островом Хірта природною аркою. MacLean (1972) висловлює припущення, що арка була зруйнована після удару галеона, що рятувався втечею після розгрому Іспанської армади, але інші джерела, такі як Mitchell (1992) та Fleming (2005), наводять переконливіше (хоча і менш романтичне) пояснення: арку зніс один з численних лютих штормів, які лютують на островах щозими.

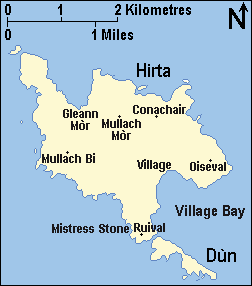
Острови Хірта і Дюн («Dùn»)

Найвища вершина архіпелагу, гора Конахайр («Conachair») («маяк») висотою 430 метрів (1,411 футів), знаходиться на Хірті, на північ від села. На південному сході острова височіє Ойсевал («Oiseval») («східна гора»), що сягає 293 метрів, а на захід від Конахайра знаходиться Муллах-Мор (Mullach Mòr) (вершина великого пагорба) — 361 метрів. На заході острова домінують Руйвал (Ruival) («червона гора») — 137 метрів — та Муллах-Бай (Mullach Bi) («стовпна вершина») — 358 метрів. Гори на Боререй сягають 384 метрів, а на Соей — 378 метрів. Кекур Стак-ан-Армін (Stac an Armin) сягає 196 метрів, а Стак-Лі (Stac Lee) — 172 метрів, вони є найвищими морськими кекурами у Великій Британії.
У сучасну епоху населений пункт на Сент-Кілді розташовувався у затоці Віллидж Бей (Village Bay) (шотландська гаельська мова: «Bàgh a' Bhaile» або «Loch Hiort») на Хірті. На Глеанн-Морі (Gleann Mòr) біля північного узбережжя Хірти та на Боререї є залишки ранніх поселень людини. Вся північна сторона Конахайра є вертикальною скелею до 427 метрів (1400 футів) заввишки, що виростає просто з моря. Це найвищий морський стрімчак у Великій Британії.
На архіпелазі можна побачити скелі, які багато хто вважає наймальовничішими морськими кручами Британських островів.

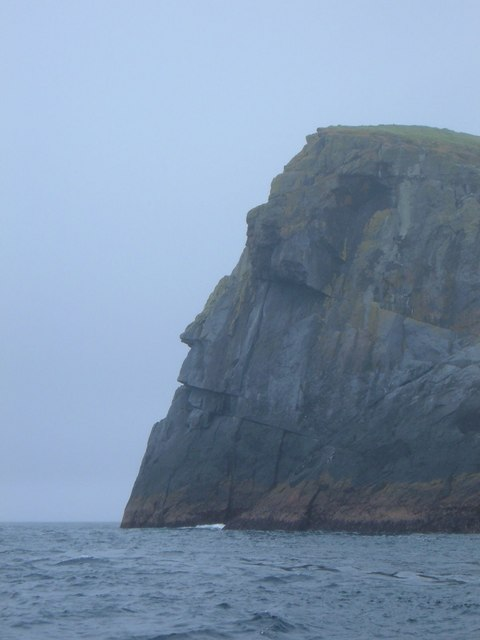
Силует скелі на острові Стак Левеніш (Stac Levenish)

Незважаючи на те, що до найближчої землі 64 км (40 миль), Сент-Кілду видно навіть з вершин хребта Куїллін (Cuillin) острова Скай, що знаходиться на відстані близько 129 км (80 миль).
Клімат океанічний, з високим рівнем опадів (1400 мм) та вологості повітря. Температури переважно прохолодні, становлять в середньому 5,6°C у січні та 11,8 °C в липні. Часті вітри, особливо сильні взимку, які дмуть з півдня та південного заходу. Швидкість вітру у середньому становить 13 кілометрів на годину приблизно 85 відсотків часу і понад 24 км на годину більше 30 відсотків часу. Шквальний вітер трапляється менше 2 відсотків часу в році, але на вершинах спостерігаються пориви 185 км на годину і більші, при цьому майже на рівні моря іноді фіксувалася швидкість вітру до 209 км на годину (130 миль на годину). Амплітуда припливу становить 2,9 метрів (9,5 футів), часто спостерігаються океанські брижі до 5 метрів (16,4 футів), яка ускладнюють або унеможливлюють висадку на берег в будь-який час року. Однак розташування в океані захищає острови від снігу, який лежить усього лише близько десяти днів у році.
Віддаленість архіпелагу та його океанський клімат у Великоій Британії можна порівняти лише з островами меншого розміру, такими як острови Фланнана, Північна Рона і шхери Суліскер. Адміністративно Сент-Кілда входив до складу приходу Гарріс у графстві Інвернессшир (Inverness-shire). У наші дні він входить до складу області Зовнішні Гебриди.

## Популярна культура
На Сент-Кілді відбувається дія однієї з глав роману К. Чапека «Фабрика абсолюту».